# Ehemalige Evangelische Kirche Groß Peterwitz
Koordinaten: 51° 2′ 10,7″ N, 16° 41′ 21,1″ O

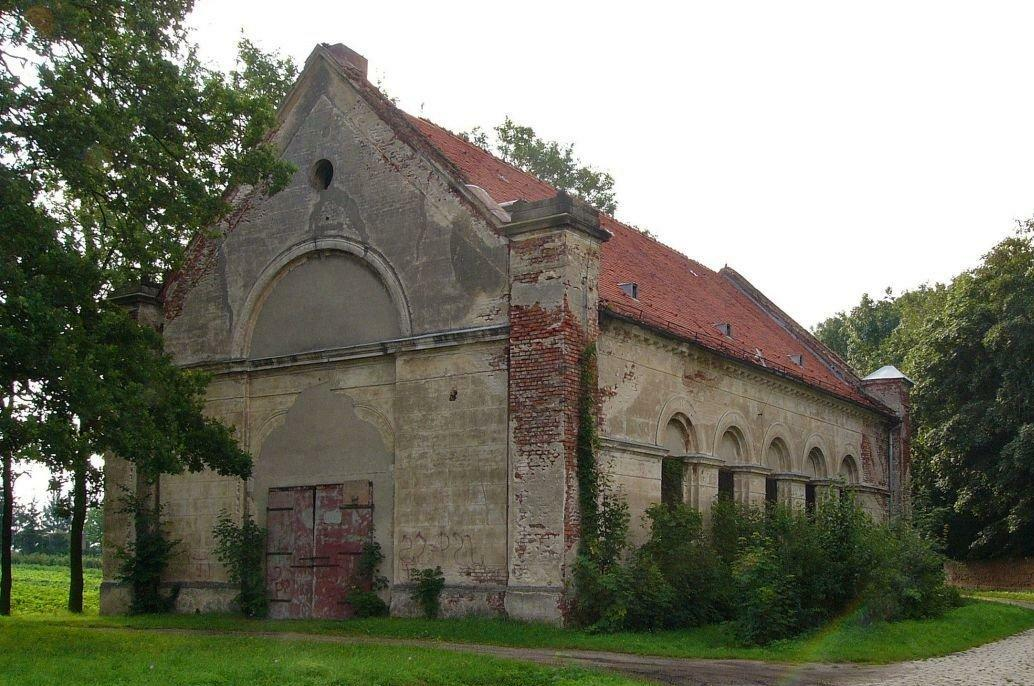
Ehemalige evangelische Kirche Groß Peterwitz

Die ehemalige evangelische Kirche in Piotrowice (deutsch: Groß Peterwitz) in der Landgemeinde Kostomłoty (Kostenblut) der Woiwodschaft Niederschlesien in Polen ist ein Bau der Schule des preußischen Architekten Karl Friedrich Schinkel. Bis 1945 lag der Bau im Landkreis Neumarkt.

## Geschichte
Erste Belege für die Existenz einer evangelischen Gemeinde stammen aus dem Jahr 1540. Sie nutzte während der Reformation die bis dahin katholische St. Katharinenkirche in Peterwitz. Für 1575 ist ein Pastor belegt, der auch für das benachbarte Rackschütz zuständig war. 1653 musste die Kirche im Zuge der Gegenreformation den Katholiken zurückgegeben werden. Erst 1743 wurde eine eigene evangelische Bethauskirche in Groß Peterwitz errichtet.
Da diese nach 90 Jahren unbrauchbar geworden war, entstand 1832/1833 die heutige Kirche. Sie wurde am 20. Oktober 1833 eingeweiht und erhielt 1840 neue Glocken. Von 1818 bis 1945 gehörte die evangelische Gemeinde zum Kirchenkreis Neumarkt in der Kirchenprovinz Schlesien der Evangelischen Kirche in Preußen. Infolge des Zweiten Weltkriegs und der Flucht und Vertreibung der deutschen Bevölkerung kamen die Glocken der Kirche in den Westen Deutschlands und sind nun in der Kirche im schwäbischen Krumbach in Dienst. Der vormalige Kirchenbau wird heute als Lager genutzt.

## Bauwerk
Der Bau variiert die Evangelische Kirche Kanth. Die Fenster und Türen sind im Rundbogenmotiv gestaltet. Auch der Saalcharakter des Innenraums mit Holzempore und Kanzel ähnelt der Kirche von Kanth. Die Kirche ist mit einem Satteldach mit über die Dachschräge hinausragenden Giebeln gedeckt. Der Baukörper erhält durch vorspringende Pylone an jeder Ecke einen neuen Akzent. Der Bau ist verputzt und mit einer durch Rillen angedeuteten Quaderung versehen.